# Contes de la Folie Méricourt
Les Contes de la Folie-Méricourt est un recueil de contes de Pierre Gripari paru en 1983. Il regroupe quatorze histoires dont quatre contes russes, un conte grec et un conte français.

## Sommaire
- Les déménageurs
- Le renard et sa queue
- Pirlipipi, deux sirops, une sorcière
- Jeannot et l'ogresse
- Le marchand de fessées
- Le gel au nez rouge
- La cinq fois belle
- Pouic et la Merlette
- Le juste et l'injuste
- Catherine sans nom
- Le paysan et le moineau
- La princesse Barbue
- La sorcière et le commissaire
- Nanasse et Gigantet

## Description
- Les 4 contes russes sont "Le renard et sa queue", "Le gel au nez rouge", "Le juste et l'injuste", et "Jeannot et l'ogresse". Le conte grec est "La cinq fois belle" (qui est l'histoire de Blanche-Neige, mais racontée en Grèce) ; et le conte français est "Le paysan et le moineau", qui est en réalité une fable.
- "Les déménageurs" est la seule histoire datée précisément par l'auteur. À la fin de l'histoire, il y a marqué : "Janvier 1982".
- Certaines des histoires de ce livre ont eu une adaptation en dessin-animé ; par exemple : Le juste et l'injuste, Pouic et la merlette, La sorcière et le commissaire, ou encore Le marchand de fessées.
- L'histoire "Catherine sans nom" a une suite. En effet, à la fin de l'histoire, Gripari demande aux lecteurs d'écrire eux-mêmes l'histoire d'une bouteille contenant de l'eau invisible dont il est question dans l'histoire. Et puis, Gripari écrivit quelques années plus tard l'histoire de cette bouteille sous le nom de "L'eau qui rend invisible" - cette histoire eut aussi une adaptation en dessin-animé.